# Johann von Pronath
Johann Baptist von Pronath auf Offenberg (* 17. Januar 1757 in Köfering bei Regensburg; † 20. November 1839 auf Schloss Offenberg bei Deggendorf) war ein bayerischer Verwaltungsbeamter und Politiker.

## Biographie
Johann Baptist Pronath war das siebte Kind von Michael Pronath (1688–1780) und seiner dritten Ehefrau Anna Cäcilia, geb. Erlbauer (gest. 1797). Sein Vater war Hofmarksverwalter der Grafen von Lerchenfeld auf Köfering.
Nach dem Besuch der Lateinschule des Klosters Prüfening bei Regensburg, in dem sein erheblich älterer Halbbruder Martin Pronath als Mönch lebte, begann Johann Baptist Pronath an der bayrischen Landesuniversität Ingolstadt das Studium der Rechtswissenschaften, das er 1788 mit dem Lizentiat beider Rechte abschloss. Seit 1790 bekleidete er in Straubing die Stelle eines Regierungsadvokaten und bewarb sich zudem erfolgreich bei der bayerischen Landschaft um die Stelle eines Steuereinnehmers. In diese Zeit fällt die Heirat mit seiner ersten Frau, Johanna Paumann (1760–1800), einer Tochter des Straubinger Arztes Johann David Paumann. Nach der Eheschließung erhielt er zudem die Stelle eines der Amtsbürgermeister der Stadt Straubing.
1797 wurde Johann Baptist Pronath eines der 16 Mitglieder der bayerischen Landschaftsverordnung und übersiedelte nach München, wo zwei Jahre später seine von ihm über alles geliebte Ehefrau verstarb. Als Landschaftsverordneter unterstützte er den vergeblichen Versuch der Vertreter der bayerischen Landstände, die geplante Säkularisation der bayerischen Klöster durch den Kurfürsten zu verhindern.
1802 erwarb Johann Baptist Pronath von dem verarmten Reichsgrafen Christian Adam August von Königsfeld das 
Schloss Offenberg. Er übersiedelte aber erst 1811, drei Jahre nach Auflösung der bayrischen Landschaftsverordnung, von München nach Offenberg. Zu seiner wirtschaftlichen Absicherung hatte Pronath bereits 1810 größere Teile der Besitzungen und Gebäude des nahegelegenen, 1803 säkularisierten Benediktinerklosters Metten erworben.
1813 heiratete Johann Baptist Pronath seine zweite Frau Maximiliane (1780–1860) aus der altadeligen, im 17. Jahrhundert aus Italien eingewanderten Familie Spreti. Mit der Eheschließung verband sich der schon lange gehegte Wunsch Pronaths, in den Adelsstand aufgenommen zu werden. Ein entsprechendes Gesuch reichte er 1818 mit Erfolg beim bayerischen König ein und durfte sich fortan „von Pronath“ nennen.
Ab 1824 lässt sich der Plan Pronaths erkennen, das mittlerweile fast vollständig in seinem Besitz befindliche Kloster Metten wieder mit Benediktinermönchen zu besiedeln. Nach verschiedenen Eingaben beim König und zähem Ringen mit der bayerischen Regierung sowie unter erheblichem persönlichen Einsatz wurde der Plan Pronaths 1830 Wirklichkeit. Eine offizielle Anerkennung seiner Leistung und seiner materiellen Opfer durch den bayerischen Staat blieb ihm jedoch zeitlebens versagt.
Nach dem Tod Pronaths 1839 trat seine Frau, wie zuvor abgesprochen, in das Salesianerinnen-Kloster Pielenhofen ein.